# Phouxay Thongkhamerng
Phouxay Thongkhamerng (ur. 3 stycznia 1987) – laotański zapaśnik w stylu klasycznym.
Brązowy medalista igrzysk Azji Południowo-Wschodniej w 2013 roku.